# Cyngen ap Cadell
Pour les articles homonymes, voir Cadell.
Cyngen ap Cadell (778? - 854?) était un roi de Powys (est du pays de Galles).

## Origine
Cyngen descendait de Brochwel Ysgythrog. 
Après un règne assez long d'environ 45 ans (c. 808 à 853), il abdique et fait un pèlerinage à Rome et y mourut vers 854 ou 855 On pense qu'il est le premier roi gallois à avoir visité Rome après la réconciliation entre l'Église galloise et l'Église romaine concernant la date de Pâques.

## Règne
Cyngen doit faire face aux expéditions menées par Cenwulf de Mercie en 818 et qui meurt 3 ans plus tard à Basingwerk sur la côte nord à proximité de Chester, et de Ceolwulf Ier qui concentrent leurs efforts sur le nord du Pays de Galles mais pénètrent aussi jusqu'au Dyfed. En 823 Beornwulf s'empare de la citadelle galloise de Deganwy et proclame qu'il a conquis la totalité du royaume de Powys. Il est tué peu après et la puissance de la Mercie décline du fait des rivalités des prétendants au trône et de la montée en puissance d'Egbert de Wessex. En 830 ce dernier envoie une armée au Powys et obtient la soumission de Cyngen qui le reconnaît comme suzerain. Cyngen fut le dernier roi de la lignée directe de la maison royale de Powys.
Cyngen fut également le souverain qui érigea le Pilier d'Eliseg, en l'honneur de son bisaïeul, Elisedd ap Gwylog. Celui-ci se dresse près de l'abbaye de Valle Crucis.

## Succession
Bien qu'il eût quatre fils nommés Elisedd ap Cyngen, Ieuaf ap Cyngen, Aeddan ap Cyngen, Gruffydd ap Cyngen morts tous à cette époque ou un peu après, son royaume est annexé à sa mort par Rhodri le Grand, roi de Gwynedd (nord du Pays de Galles) en vertu du mariage que son père avait contracté avec Nest, la sœur de Cyngen.

## Source
- (en) Peter Bartrum, A Welsh classical dictionary: people in history and legend up to about A.D. 1000, Aberystwyth, National Library of Wales, 1993 (ISBN 9780907158738), p. 202 CYNGEN ap CADELL ap BROCHWEL. (d.855).